# Lavans-lès-Dole
Lavans-lès-Dole ist eine französische Gemeinde im Département Jura (Region Bourgogne-Franche-Comté) mit einer Fläche von 10,26 km² und 327 Einwohnern (Stand 1. Januar 2022). 

## Geografie
Die Gemeinde liegt am Fluss Doubs und seinem Zufluss Arne und grenzt im Norden an Malange und Auxange, im Osten an Orchamps, im Süden an Our und Éclans-Nenon sowie im Westen an Audelange, Lavangeot und Romange.

## Geschichte
Archäologische Funde und Grabhügel zeugen von einer Besiedlung im Neolithikum, in frühgeschichtlichen und in gallo-römischen Zeiten. Erstmals urkundlich erwähnt wurde der Ort im 12. Jahrhundert, als am Ufer des Doubs die Priorei von Montjeu entstand.  

## Bevölkerungsentwicklung
| Jahr                       | 1962 | 1968 | 1975 | 1982 | 1990 | 1999 | 2008 | 2018 |
| Einwohner                  | 232  | 176  | 182  | 231  | 242  | 265  | 330  | 325  |
| Quellen: Cassini und INSEE |      |      |      |      |      |      |      |      |

## Sehenswürdigkeiten
Sehenswert sind der Donjon, die Türme und Tore (13./14. Jh.) der Burg, die Pfarrkirche Saint-Didier (15./16. Jahrhundert) mit ihrem Torturm und einem gotischen Portal sowie das neuzeitliche Schloss (18./19. Jahrhundert). Die ehemaligen Gebäude der Priorei befinden sich in Privatbesitz. 
|  |  |

## Wirtschaft und Infrastruktur
- Haupteinnahmequellen der Einwohner sind Landwirtschaft, Rinderzucht und der Abbau von Steinen.
- Der Bahnhof Moulin-Rouge liegt an der Eisenbahnstrecke Dole–Besançon–Belfort, wird allerdings nicht mehr bedient.